# Remipedia
De Remipedia of ladderkreeften is een klasse van kleine kreeftachtigen. Het zijn blinde, wormachtige bewoners van diepe grotten die in verbinding staan met de zee.

## Beschrijving
Remipedia zijn kleine, blinde kreeftachtigen met zeer primitieve kenmerken. Ze zijn kleurloos en bestaan uit een cephalon (kop), gevolgd door tot 32 weinig gedifferentieerde segmenten die elk een paar afgeplatte pootjes dragen. De diertjes zwemmen op hun rug, waarbij de zijdelings ingeplante pootjes gesynchroniseerd bewegen. De eerste maxilles zijn omgevormd tot een paar gifkaken en het enige paar maxillipeden heeft een grijpfunctie.

## Voorkomen
Remipedia komen voor in diepe kustgrotten bij Australië, de Indische Oceaan, de Canarische Eilanden en op de Caraïben. De eerste beschreven soort was het 315 Ma oude fossiel Tesnusocaris goldichi uit het Onder-Silesiaan (Lower Pennsylvanian).

## Classificatie
De eerste levende soort van deze klasse die door de wetenschap benoemd is betreft Speleonectes lucayensis, die in 1981 is ontdekt in een grot op de Bahama's. De klasse Remipedia is vervolgens in 1981 opgericht door de biologe Jill Yager. De naam Remipedia is afgeleid van het Latijnse woord remipedes, hetgeen roeispaanpoten betekent. Remipedia wordt meestal ingedeeld in de groep Xenocarida, samen met de klasse Cephalocarida. Daarnaast heeft onderzoek uitgewezen dat de Remipedia vermoedelijk nauw verwant zijn aan de Insektachtigen (Hexapoda). Dat betekent wellicht dat de kreeftachtigen zoals deze traditioneel gedefinieerd zijn een parafyletische groep vormen. Als dit bevestigd kan worden, zal dit belangrijk bewijs vormen voor de Pancrustacea-hypothese.

## Taxonomie
De taxonomie van de Remipedia is als volgt opgebouwd:
- Orde Enantiopoda - Birshtein, 1960  †
  - Familie Tesnusocarididae -  Brooks, 1955[6]  †
    - Geslacht Tesnusocaris Brooks, 1955 †
- Orde Nectiopoda - Schram, 1986
  - Familie Cryptocorynetidae - Hoenemann, Neiber, Schram & Koenemann, in Hoenemann, Neiber, Humphreys, Iliffe, Li, Schram & Koenemann, 2013
    - Geslacht Angirasu - Hoenemann, Neiber, Schram & Koenemann, in Hoenemann, Neiber, Humphreys, Iliffe, Li, Schram & Koenemann, 2013
    - Geslacht Cryptocorynetes - Yager, 1987
    - Geslacht Kaloketos - Koenemann, Iliffe & Yager, 2004

  - Familie Godzilliidae - Schram, Yager & Emerson, 1986[7]
    - Geslacht Godzilliognomus - Yager, 1989[8]
    - Geslacht Godzillius - Schram, Yager & Emerson, 1986[7]

  - Familie Pleomothridae - Hoenemann, Neiber, Schram & Koenemann, in Hoenemann, Neiber, Humphreys, Iliffe, Li, Schram & Koenemann, 2013
    - Geslacht Pleomothra - Yager, 1989[8]

  - Familie Kumongidae - Hoenemann, Neiber, Schram & Koenemann, in Hoenemann, Neiber, Humphreys, Iliffe, Li, Schram & Koenemann, 2013
    - Geslacht Kumonga - Hoenemann, Neiber, Schram & Koenemann, in Hoenemann, Neiber, Humphreys, Iliffe, Li, Schram & Koenemann, 2013

  - Familie Micropacteridae - Koenemann et al., 2007[9]
    - Geslacht Micropacter - Koenemann et al., 2007[9]

  - Familie Morlockiidae - García-Valdecasas, 1984
    - Geslacht Morlockia - García-Valdecasas, 1984

  - Familie Speleonectidae - Yager, 1981[1]
    - Geslacht Cryptocorynetes - Yager, 1987[10]
    - Geslacht Kaloketos - Koenemann, Iliffe & Yager, 2004[11]
    - Geslacht Lasionectes - Yager & Schram, 1986[12]
    - Geslacht Speleonectes - Yager, 1981[1]

## Geslacht
- Xibalbanus Hoenemann, Neiber, Schram & Koenemann, in Hoenemann, Neiber, Humphreys, Iliffe, Li, Schram & Koenemann, 2013